# 靛蓝胭脂红

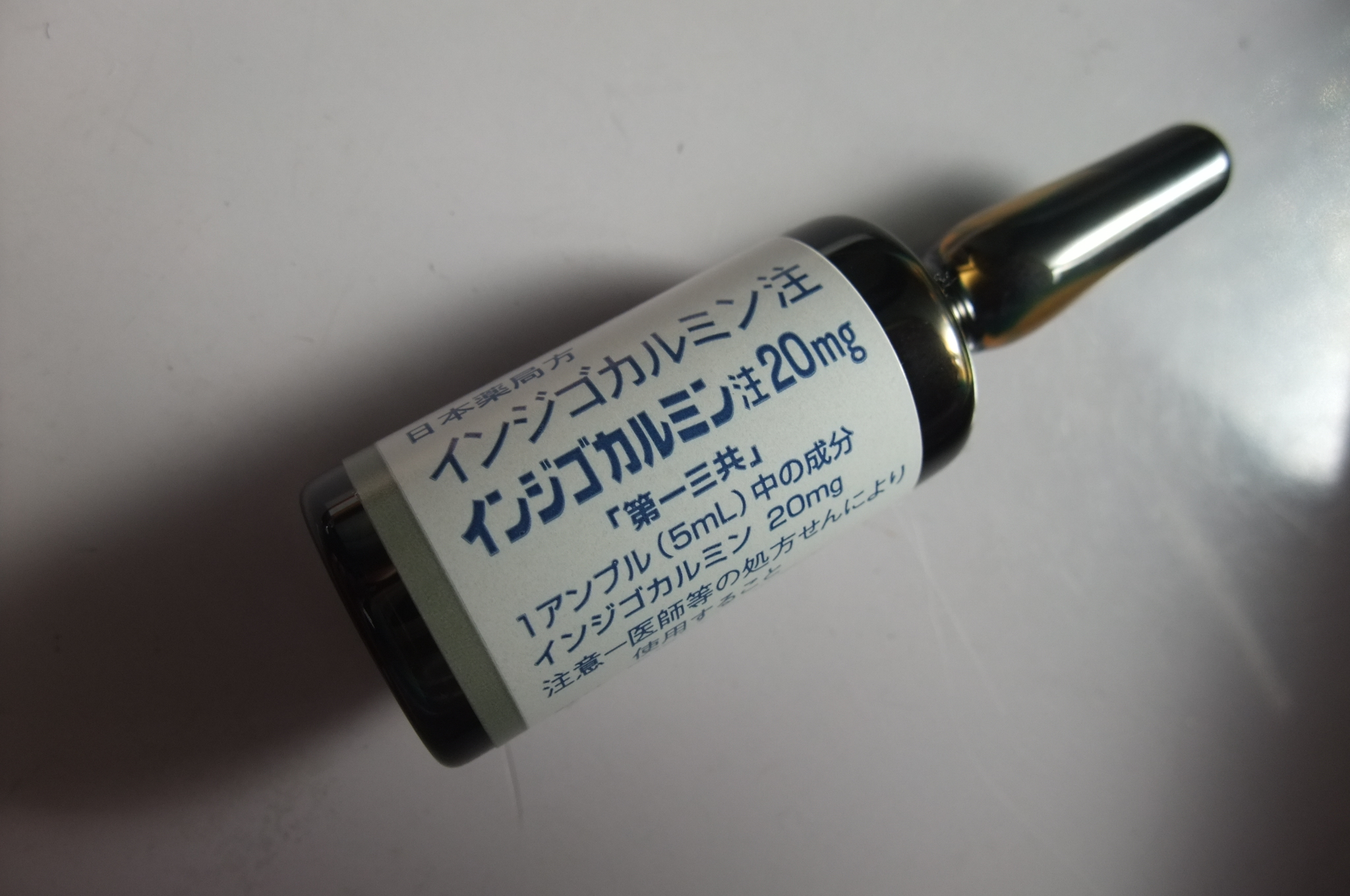
用作医疗用途的靛蓝胭脂红的安瓿

靛蓝胭脂红，又称5,5′-靛蓝二磺酸钠，是由靛蓝磺化得到的有机物，可溶于水。在美国和欧盟，它可用作食用色素，其E编码为E132。它也是一种pH指示剂.